# Robert Constant Bouhier de L'Écluse
Pour les articles homonymes, voir Bouhier et L'Écluse.
Robert Constant Bouhier de L'Écluse, né aux Sables-d'Olonne le 18 octobre 1799 et mort à Paris le 24 janvier 1870, est un avocat et homme politique français.

## Biographie
Robert Constant Bouhier de L'Écluse est né dans une famille d'ancienne bourgeoisie originaire du Poitou, issue de Laurent Bouhier, sieur du Treil de Jars de La Baudière (1613-1693), capitaine, armateur aux Sables d'Olonne, dont le fils devient le premier maire en 1692. Il est le fils de l'armateur Robert-Esprit Bouhier de L'Ecluse (1734-1804), homme de loi, conseiller et échevin de la ville des Sables d'Olonne en 1769, et de Marie-Madeleine-Julie de Rorthays de Saint-Hilaire (remariée au général Simon Louis François de Pina de Saint-Didier). Il est volontaire royaliste durant les Cent-Jours, et fut lieutenant aide de camp du général inspecteur des gardes nationales de la Charente-Inférieure en 1816.
Il suivit à Paris les cours de droit et fut reçu avocat en 1822. Substitut du procureur du roi sous la Restauration, il refusa de prêter serment au gouvernement de Juillet et résigna ses fonctions. Il reprit alors rang parmi les avocats à la cour royale de Paris. Il se signala par son ardeur à combattre le régime de 1830; puis, le 23 avril 1848, il se fit élire, comme légitimiste, représentant de la Vendée à l'Assemblée constituante, Bouhier de l'Ecluse siégea à droite, parmi les partisans de la monarchie pure, ce qui ne l'empêcha pas d'opiner parfois avec la gauche.
Bouhier de l'Ecluse fut l'auteur, à la Constituante, d'un travail sur les banques hypothécaires, d'un projet de décret sur les ateliers nationaux, et d'un discours contre le droit au travail.
Réélu à l'Assemblée législative de 1849, par le département de la Vendée, il vota constamment avec la majorité de droite. En mai 1851, il déposa, au nom des légitimistes, une des cinq propositions de révision de la Constitution qui furent alors présentées à l'Assemblée ; il y demandait « l'élection d'une Assemblée constituante qui rendrait à la France ses lois fondamentales, ou plutôt qui se bornerait à les affirmer, ces lois n'ayant pu périr, car elles-sont éternelles. » Vers la fin de la législature, il combattit la politique du prince président, et se montra opposé au coup d'État. Le 2 décembre, il ne se trouva pas à la mairie du Xe arrondissement parmi les protestataires, et il s'en expliqua dans une lettre qu'il adressa au journal l'Union, le 26 novembre 1868; la foule seule l'avait empêché d'arriver à temps; il était allé d'abord au Palais Bourbon, et, là, avait protesté très énergiquement contre le coup d'État, devant le lieutenant-colonel et les officiers qui fermaient l'entrée du palais. Le 29 février 1852, il fut un des rares candidats de l'opposition qui, triomphant de l'hostilité du gouvernement, furent élus au Corps législatif : il y représenta la 3e circonscription de la Vendée. À la séance de la prestation de serment aux Tuileries, il ne leva pas la main, et ce ne fut que sur l'interpellation directe de Fortoul, ministre de l'Instruction publique, « qu'il sembla, a-t-il dit, acquiescer au serment au président de la République ».
Dès la première séance, il souleva un vif incident relatif à la vérification de l'élection de M. de Saint-Hermine, dont il demandait l'annulation, et se fit rappeler à l'ordre par le président, M. Billault.
À l'ouverture de la session de 1853, le 15 février, Bouhier de l'Ecluse, décidé à ne pas prêter serment, ne se rendit pas à la séance d'ouverture aux Tuileries, et, de plus, écrivit au président de la Chambre une lettre de protestation contre l'Empire, lettre dont il pria plusieurs de ses collègues de demander lecture en séance publique, afin de lui donner la publicité du Moniteur. Le président ne parlant pas de la lettre reçue, Bouhier en réclama la lecture. Sur le refus du président, Bouhier demanda que l'Assemblée statuât sur le cas, et sortit de la salle, pour laisser toute liberté à ses collègues. Le président, Billault, sans consulter l'Assemblée, le déclara démissionnaire ; après bien des pourparlers, la démission fut annulée, et Billault donna 15 jours à Bouhier pour prêter serment; pendant ce délai, il empêcha le député de voter et supprima trois fois ses votes comme inconstitutionnels. Le dernier jour de ce délai expiré (5 mars 1853), Bouhier se vit fermer l'entrée de la salle des séances, et le président le déclara définitivement démissionnaire.
« Tête et cœur de Vendéen, dit un biographe, M. Bouhier de l'Ecluse est un de ces braves enfants du Bocage dont la conscience n'a jamais varié, et qui conservent le culte de leur Dieu et de leur Roi à travers toutes les vicissitudes des révolutions. »
Il épouse en premières noces sa cousine Virginie Chauvin, nièce du député François-Augustin Chauvin-Hersant et du général-baron Louis François Jean Chabot.
Il avait épousé en secondes noces Anne Le Chapellier de La Varenne, fille de Louis Michel et de Louise Madeleine Goislard de Villebresme, et nièce de Charles-Adrien Le Chapellier de Grandmaison et belle-sœur de Louis-Gustave Guérineau de Boisvillette. De ce mariage il a notamment une fille mariée au vicomte Raoul de La Tullaye et un fils engagé dans les zouaves pontificaux.
Il était propriétaire du château de Villebourgeon à Neung-sur-Beuvron.

## Publications
- Du célibat sacerdotal dans l'église catholique et du mariage des prêtres en France (1831)
- De l'État des prêtres en France... (1842)
- La Paix (1859)
- Le pape et l'Italie (1860)
- Lettre à M. Baroche, ministre des Cultes, à l'occasion de l'Encyclique du Pape Pie IX (1865)
- Marianne l'Olonaise (1866)
- Les Matérialistes et les libre-penseurs, lettre à M. Jules Favre (1868)
- Les Femmes d'affaires
- Éloges du duc d'Enghien et de Mgr Clausel de Montal, évêque de Chartres
- Lettre à M. Jules Favre sur les libres-penseurs
- Le général Comte Auguste de La Rochejaquelein (1869)

## Pour approfondir